# Famille von Unruh
Pour les articles homonymes, voir Unruh.
 (janvier 2025).
Von Unruh est un nom de famille désignant plusieurs familles nobles, sans lien de parenté.

## Famille von Unruh (Franconie et ancienne Bavière)

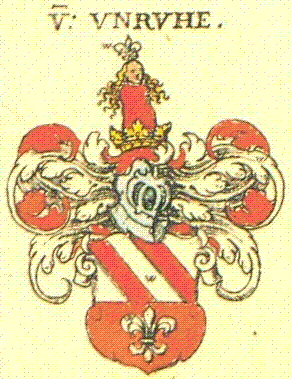
Armoiries de la famille franconienne von Unruh d'après Johann Siebmacher

### Histoire
Cette famille von Unruh a apparemment ses origines dans la région franconienne ou dans l'Egerland et peut également être trouvée dans l'ancienne Bavière (de).
La famille von Unruh se trouve entre autres à Reuth bei Erbendorf dans le Haut-Palatinat. Après que la famille noble Trautenberg (de) a été propriétaire du château ou de la seigneurie de Reuth de 1337 à 1601, la propriété passe en 1602 par mariage à Georg Friedrich von Unruh et revient à la famille apparentée Sparneck (de) (à Reuth 1628–1744).

### Armes
Le blason est divisé horizontalement. Dans la moitié supérieure se trouvent deux barres obliques de gueules sur fond argenté. Dans la moitié inférieure se trouve une fleur de lys argentée sur fond de gueules. La cimier montre le torse d'une femme en rouge avec des cheveux dorés flottants et une fleur de lys argentée sur la tête.

## Famille von Unruh (Silésie et Saxe)

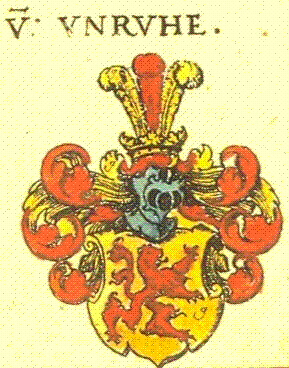
Armoiries de la famille saxonne von Unruh

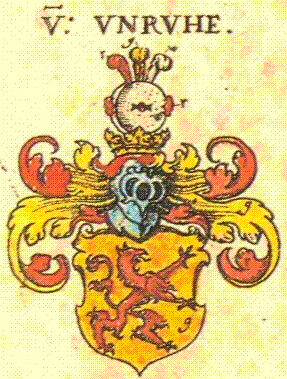
Armoiries de la famille silésienne von Unruh

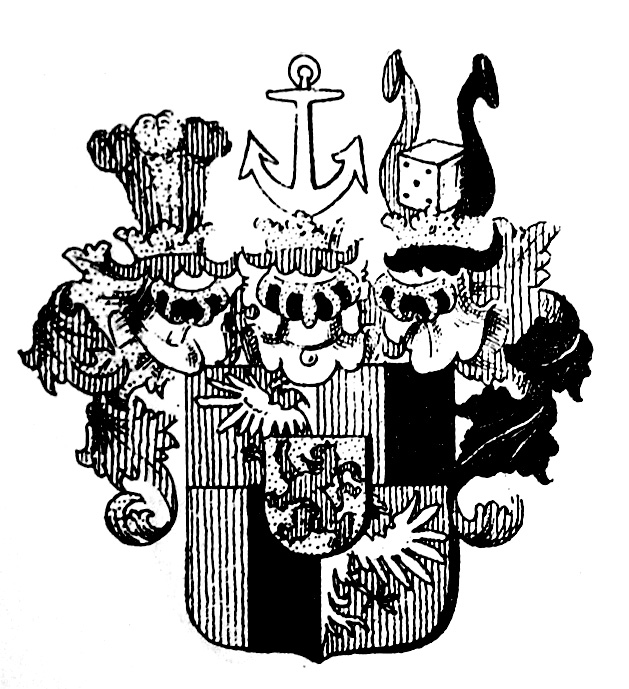
Augmentation des armoiries baronniales

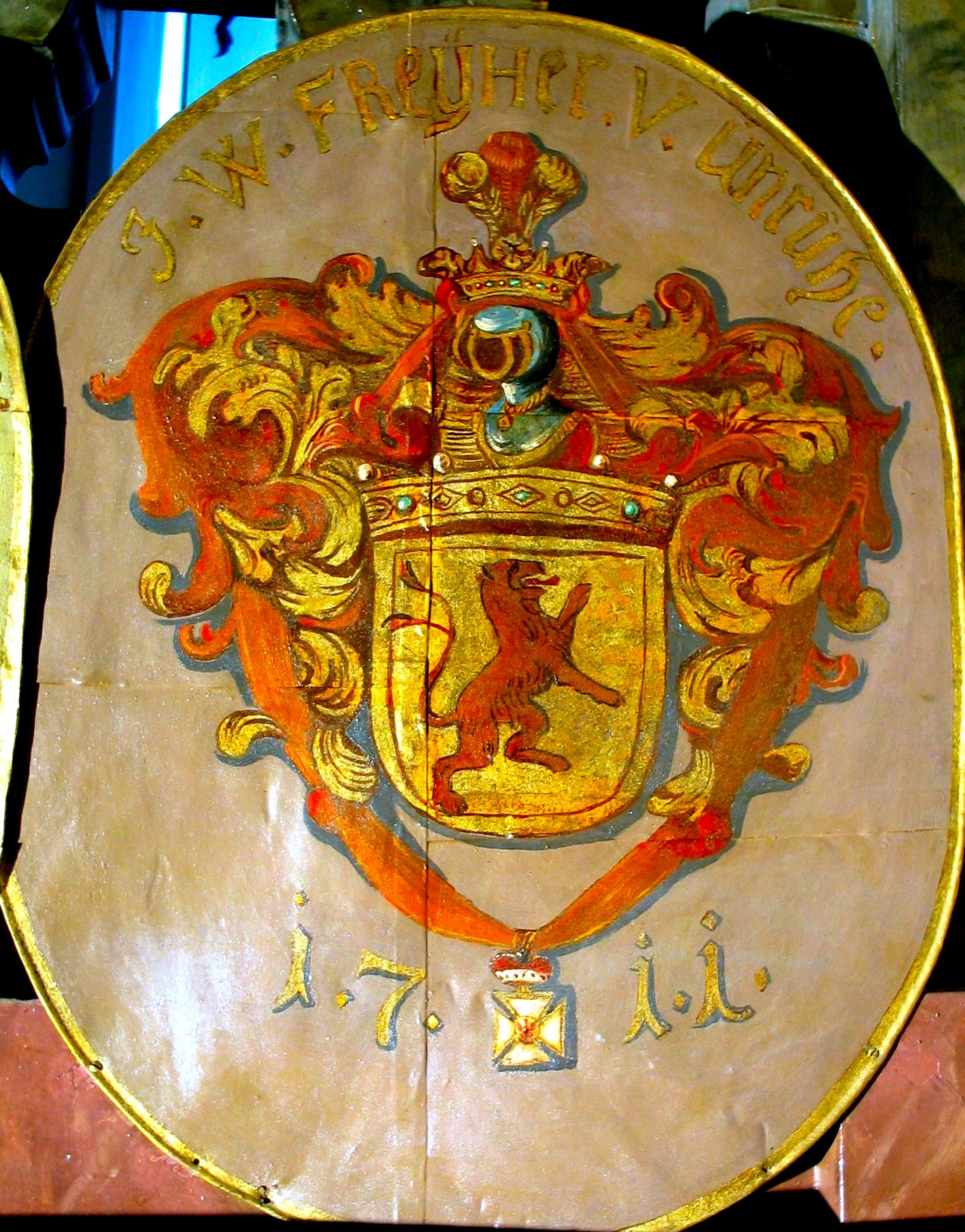
Bouclier d'ordre pour Johann Wilhelm Freiherr von Unruh dans l'

### Histoire
Les similitudes dans les armoiries silésiennes et saxonnes suggèrent une parenté tribale entre les familles. Au XVIIe siècle, le nom des membres de la famille est polonisé dans la région de la Grande-Pologne sous le nom de Unrug.
Hans Siegmund von Unruh (1644-1694) de la lignée Wendtstadt-Linden est considéré comme le fondateur de la lignée baronniale. Son fils Johann Wilhelm von Unruh (1668-1728) possède le manoir de Wągroda (Wendstadt, arrondissement de Guhrau). La confirmation des armoiries pour l'élévation à la noblesse seigneuriale de Bohême (de) a lieu le 14 janvier 1719 par la Chancellerie impériale de Vienne. En 1641, le starost de Gniezno, Christoph von Unruh (de), fonde la colonie d'exil Unruhstadt. Le baron Johann Wilhelm von Unruh, colonel impérial, peut être trouvé avec un bouclier d'ordre de 1711 en tant que membre de l'ordre de l'Aigle rouge dans l'église de l'ordre de Saint-Georges (de) à Bayreuth.
Alfons Władysław von Unruh, un homme d'affaires de Posen, reçoit le titre de baron en juin 1902. Plusieurs membres de la famille se trouvent dans l'occupation allemande de la Pologne pendant la Seconde Guerre mondiale en tant que prisonniers politiques et détenus des camps de concentration, dont Karol Wojciech von Unruh en tant que capitaine d'artillerie dans l'armée polonaise.
Une autre branche est arrivée en Prusse-Orientale.
Les porteurs actuels du nom en Pologne vivent principalement en Posnanie. Une association familiale des barons et seigneurs d'Unruh, Unruhe et Unrug est enregistrée à Berlin-Charlottenbourg.

### Blason
Le blason représente un lion de gueules sur un écu doré. Les dynasties de haute noblesse les plus diverses peuvent être considérées comme le modèle du lion. Selon l'armorial de Siebmacher, les armoiries saxonnes et silésiennes ne se distinguent que par l'ornement du casque, ce qui suggère des liens de parenté. L'un des ornements du casque représente une meule de moulin (de) avec des plumes de paon posées de gueules, or et argent. Sur les côtés de la pierre se trouve une patte de gueules.
Le blason baronnial augmenté est écartelé. Les champs 1 et 4 montrent chacun un demi-aigle argenté de gueules à l'écart. Les champs 2 et 3 sont divisés de gueules et noir. L'écusson en cœur montre le blason familial original avec le lion. Il y a trois casques : Le premier cimier est composé de trois plumes d'autruche, une dorée entre deux de gueules. Les lambrequins associés sont de gueules et dorés. La deuxième cimier montre une ancre argentée avec des lambrequins noirs et de gueules. La troisième cimier est un dé argenté entre des cornes de gueules et noires.

### Personnalités
- Christoph von Unruh (de) (1624–1689), colonel royal polonais, starost de Gniezno[2]
- Kaspar Rudolph von Unruh (de) (1710-1781), major prussien et chef du 2e bataillon de grenadiers
- Conrad Max von Unruh (1842–1921), administrateur de l'arrondissement de Wongrowitz et de l'arrondissement de Bromberg (de)
- Hugo von Unruh (1850-1917), homme politique, député de la Chambre des seigneurs de Prusse [3]
- Bodo von Unruh (1860-1938), lieutenant général prussien[4]
- Walter von Unruh (1875-1945), général de division allemand
- Fritz von Unruh (1885-1970), écrivain allemand
- Friedrich Franz von Unruh (de) (1893-1986), écrivain allemand, frère de Fritz et Kurt von Unruh
- Kurt von Unruh (de) (1894-1986), peintre allemand, frère de Fritz et Friedrich Franz von Unruh
- Georg-Christoph von Unruh (1913-2009), professeur ordinaire de droit à l'Université de Kiel

## Autres familles (Thuringe et Bohême)
Le nom de famille noble Unruh apparaît pour la première fois en Thuringe (voir aussi Liste des familles de chevaliers de Thuringe (de)). En 1310, par exemple, les comtes de Beichlingen à Gibendorph transfèrent la libre propriété de plusieurs fiefs des frères Unruh au monastère de Capelle. Apparemment, il y a aussi une famille von Unruh en Bohême.

## Personnalités
- Erasmus Unruh (de) (1576-1628), juriste
- Karl Philipp von Unruh (de) (1731-1805), lieutenant général prussien
- Friedrich Christoph Wilhelm von Unruh (de) (1766–1835), général de division prussien, commandant de Neisse
- Karl von Unruh (de) (1786–1852), lieutenant général prussien, gouverneur militaire du prince Frédéric-Guillaume
- Hans Victor von Unruh (1806–1886), fonctionnaire prussien et député du Reichstag
- Karl von Unruh (de) (1845–1898), juge et député de la chambre des représentants de Prusse
- Anton von Unruh (de) (1860-1939), général polonais
- Walter von Unruh (de) (1877-1956), général d'infanterie allemand
- Joseph von Unruh (1884-1973), officier de marine polonais
- Adalbert von Unruh (de) (1906-1943), juriste allemand